# 石川県道35号能都内浦線
石川県道35号能都内浦線（いしかわけんどう35ごう のとうちうらせん）とは、石川県鳳珠郡能登町を通る県道（主要地方道）である。

## 概要
全線が能登町内にあり、その中心部である宇出津から内浦側の海岸線を巡り、旧内浦町の中心部である松波へと至る。
沿線には、縄文・真脇遺跡や九十九湾といった観光地があり、それらを繋ぐ観光道路となっている。
真脇トンネルを始めとする幅員の狭い箇所が点在しているが、2018年の真脇トンネルの拡張工事完了などを含め、解消が進んでいる。

### 路線データ
- 起点：石川県鳳珠郡能登町字宇出津ヨ字93番地先（国道249号・石川県道6号宇出津町野線交点）
- 終点：石川県鳳珠郡能登町字松波（松波西交差点・国道249号交点）

## 歴史
- 1960年（昭和35年）10月15日：「石川県道宇出津松波線」として路線認定。
- 1977年（昭和52年）1月14日：現在の路線名に変更。
- 1993年（平成5年）5月11日 - 建設省から、県道能都内浦線が能都内浦線として主要地方道に指定される[2]。
- 2018年（平成30年）11月11日：真脇トンネルの拡張工事が終了し、共用開始[3]。

## 地理

### 通過する自治体
- 鳳珠郡能登町

### 交差する道路
- 国道249号・石川県道6号宇出津町野線（鳳珠郡能登町宇出津、起点）
- 石川県道137号宇出津港線（鳳珠郡能登町宇出津・宇出津新町交差点）
- 石川県道284号小木時長線（鳳珠郡能登町真脇）
- 石川県道283号小木小木港線（鳳珠郡能登町小木・小木南交差点）
- 国道249号（鳳珠郡能登町松波・松波西交差点、終点）